# Paryska
Paryska – osiedle administracyjne Skarżyska-Kamiennej, usytuowane w zachodniej części miasta.
Osiedle obejmuje tereny na zachód od torów kolejowych. Jest to typowa ulicówka, ciągnąca się wzdłuż ulicy Paryskiej od ulicy Krakowskiej na wschodzie po plażę miejską na zachodzie. Osiedle zachowało charakter wiejski.

## Zasięg terytorialny
Osiedle obejmuje następujące ulice: Krakowska od nr 251 do końca (nieparzyste); Łąkowa; Paryska od nr 2 do nr 150 (parzyste) i od nr 1 do nr 151 (nieparzyste), Traugutta.